# Max Holloway
Jerome-Max Kelii Holloway (født 4. december 1991 på Oahu, Hawaii i USA) er en amerikansk MMA-udøver som siden 2012 har konkurreret i organisationen Ultimate Fighting Championship (UFC) hvor han den 3. juni 2017 blev mester i fjervægt. I juli 2018 er Holloway rangeret som #3 UFC pound-for-pound-kæmper.

## MMA-karriere

### Tidlige MMA-karriere
I en alder af 19, havde Holloway opbygget sin en MMA-rekordliste på 4-0. Han var rangeret som #7 fjervægts-håb i 2012 i Bloody Elbow's 2012 World MMA Scouting Report og er endda blevet sammenlignet med tidligere UFC og tidligere WEC letvægts-mester Anthony Pettis, på grund af sin evne til at inkorporere en et bredt udvalg af flyvende og baglæns cirkelspark, knæ og albuer i sit stående game.
En af højdepunkterne i hans tidlige karriere var en split decision-sejr over tidligere Strikeforce og WEC-veteran Harris Sarimento den 12. marts 2011.

### Ultimate Fighting Championship

#### 2012
Holloway var den yngste kæmper i UFC da han fik sin professionelle debut som en skade-erstatning for Ricardo Lamas på UFC 143 den 4. februar, 2012, mod Dustin Poirier. Han tabte kampen via submission (mounted triangle armbar) i 1. omgang.

#### 2013
Holloway mødte Dennis Bermudez den 25. maj, 2013, på UFC 160. Han tabte kampen på en kontroversiel split decision. 11 ud af 11 nyhedsmedier mente at Holloway vandt kampen.
Holloway mødte Conor McGregor den 17. august 2013, på UFC Fight Night: Shogun vs. Sonnen. Han tabte kampen via enstemmig afgørelse.

#### 2014
Holloway var endnu engang reserve og mødte Akira Corassani den 4. oktober, 2014, på UFC Fight Night: Nelson vs. Story, hvor han trådte ind for Chan Sung Jung. Han vandt kampen via knockout i 1. omgang Sejren gav også Holloway sin første Performance of the Night bonus-pris.

#### 2015
Holloway mødte Cole Miller den 15. februar, 2015, på UFC Fight Night: Henderson vs. Thatch. Holloway vandt kampen via en dominerende enstemmig afgørelse.
Holloway mødte Cub Swanson den 18. april, 2015, på UFC on Fox 15. Efter at have udbokset Swanson de første 3. omgange, færdiggjorde Holloway kampen med en stående guillotine i 3. omgang. Sejren gav også Holloway sin anden Performance of the Night-bonus-pris.
Holloway mødte Charles Oliveira den 23. august, 2015 i hovedkampen på UFC Fight Night: Holloway vs. Oliveira. Han vandt kampen via TKO i 1. omgang efter at Oliveira havde lidt en tilsyneladende nakke/skulder-skade efter at have forsvaret sig mod en takedown og var ikke i stand til at fortsætte. Skaden blev senere beskrevet som en mikro-rift i hans spiserør, selvom at UFC senere udgav en redegørelse for at præcisere, at Oliveira ikke havde nogen større skader. Med sejren blev Holloway den yngste kæmper UFC's historie til at få 10 sejre.
Holloway mødte Jeremy Stephens den 12. december, 2015, på UFC 194. Holloway vandt kampen via en ensidig enstemmig afgørelse.

#### 2016
Holloway mødte Ricardo Lamas den 4. juni, 2016, på UFC 199. Han vandt en spændende kamp via enstemmig afgørelse.
Holloway mødte Anthony Pettis om interim-UFC-fjervægts-titlen den 10. december, 2016 på UFC 206. Gennem en lang slagudveksling vandt Holloway kampen via TKO i 3. omgang og blev belønnet med Performance of the Night bonus-prisen.

#### 2017
Holloway mødte fjervægtsmesteren José Aldo i en titel-forenings-kamp den 3. juni, 2017, på UFC 212. Efter at have mødt modgang, fandt Holloway sin vej ind i kampen og besejrede Aldo via TKO i 3. omgang. Han fik sin første Fight of the Night bonus -pris for kampen.
Den 4. oktober, 2017, afslørede Holloway at han havde underskrevet en multi-kamps-aftale med UFC. Holloway skulle have mødt Frankie Edgar den 2. december, 2017, på UFC 218; men den 8. november, 2017, blev Edgar fjernet fra programmet på grund af en skade og blev erstattet af José Aldo. Kampen var meget ens i forhold til første kamp, med små justeringer fra begge atleter. Kampen var relativt lige i første halvdel men Holloway var igen i stand til at skrue op for presset og få overtaget i anden halvdel. Holloway vandt kampen via TKO i 3. omgang og beholdte sit UFC-fjervægts-bælte.

#### 2018
Holloway skulle have forsvaret sin UFC-fjervægts-titel den 7. juli, 2018 på UFC 226 mod Brian Ortega. Men den 4. juli,blev Holloway fjernet fra kampen på grund af "hjernerystelse symptomer".

## Privatliv
Holloway har en søn. Han er en stor fan af videospil og en aktiv bruger af videospil streaming-tjenesten Twitch under brugernavnet 'BlessedMMA'. Han spiller first person shooter-spil såvel som RPGs. Holloway identificerer sig stærkt med sin hawaiianske afstamning; han bærer altid det hawaiianske flag med sig ind i oktagonen og kæmper i hawaiian shorts.

## Championships and accomplishments
- Ultimate Fighting Championship
  - UFC's fjervægtsmester (1 gang, nuværende)
  - 1 succesfuldt titelforsvar
  - Interim fjervægtsmester (1 gang)
  - Fight of the Night (1 gang)
  - Knockout of the Night (1 gang)
  - Performance of the Night (1 gang)
  - Første amerikaner til at vinde UFC fjervægtsmester-titlen
  - Flest aktive sejre i UFC-fjervægtsklassen
  - Lige i forhold til flest KO/TKO-sejre i UFC fjervægts historie
- X-1 World Events
  - X-1-letvægts-mester (1 gang)
- World MMA Awards
  - 2018 Charles 'Mask' Lewis Fighter of the Year[45]
- MMAMania.com
  - UFC/MMA 'Fighter of the Year' 2017 - Top 5 List #1[46]
- RealSport
  - 2017 Fighter of the Year[47]
- Pundit Arena
  - 2017 Fighter of the Year[48]
- MMAFighting.com
  - 2017 Fighter of the Year[49]
- BishopSportsNetwork.com
  - 2017 Fighter of the Year[50]